# Jean François Félix Dorival
Pour les articles homonymes, voir Dorival.
Jean François Félix Dorival (ou Jean-François-Félix Dorival de Fignamont), né à Sedan le 26 janvier 1755 et mort à Remilly (Ardennes) le 20 octobre 1815, a été un des plus ardents défenseurs de l'indépendance du duché de Bouillon, aux marches de la France. Avant la Révolution française, il est chancelier du duché de Bouillon et président de la cour souveraine de Bouillon. Les bouleversements politiques du voisin français provoquent des événements similaires dans ce territoire autonome à sa frontière, territoire qui est finalement absorbé. Réduit à n'être que secrétaire général de la préfecture des Ardennes sous le Premier Empire, Jean François Félix Dorival tente, sans succès, d'obtenir du congrès de Vienne, à la chute de l'Empire, en 1814 et 1815, la restauration de l'autonomie bouillonnaise.

## Biographie
Il reçut, le 28 mai 1781, les charges, enregistrées le 1er août 1781, de chancelier du duché et président de la cour souveraine de Bouillon, offices que son père avait également tenus. Sa demeure, surplombant la Semois, non loin du pont de Liège, était l'une des plus belles de Bouillon,. En mars 1789, gardant un pied en France, il fut un des représentants de la noblesse à l'assemblée des trois ordres du bailliage de Sedan, préparatoire aux États généraux de 1789, tout en conservant ses fonctions au sein du duché de Bouillon. Celui-ci, sous l'influence des évolutions du royaume de France, devient également une monarchie constitutionnelle autonome. À la demande du duc de Bouillon, il fut choisi comme maire de la ville, bien que ce mandat était théoriquement incompatible avec sa charge juridique. Il le resta, usant de son ascendant pour conserver une certaine sérénité dans la population, jusqu'à l'arrestation du duc de Bouillon en France le 7 février 1794, et l'érection du duché en république le 24 avril 1794. 
Sous le Premier Empire, il remplit les fonctions de secrétaire général de la préfecture des Ardennes, à Mézières, de 1800 à 1812. Le 31 décembre 1803, sa fille unique, Anne Françoise Thérèse Félix, épousa un brillant chef d'escadron, le futur général Béchet de Léocour, issu d'une famille de manufacturiers sedanais.
Au Congrès de Vienne, il œuvra, aux côtés du prince de La Trémoille-Tarente, au rétablissement du duc de Bouillon, Philippe d'Auvergne, dans son fief ; rétablissement qui eut lieu, par le départ des Français, le 1er janvier 1815. Le 10 janvier, Dorival fut rétabli dans ses fonctions de chancelier et de président de la Cour souveraine. Le duché fut supprimé, par ce même congrès de Vienne, le 8 juin 1815, au profit du royaume uni des Pays-Bas. Le 16 mai 1815, Dorival siège encore comme président de la Cour souveraine, qui enregistre alors des décrets et arrêtés.
Le 8 juillet 1815, le jour même où commença la Seconde Restauration, le général Béchet de Léocour écrivit au général Frérion qu'il préférait être en demi-solde plutôt que de devoir quitter les Ardennes, son beau-père y étant malade. Jean François Félix Dorival mourut au château de Remilly-Aillicourt, dont il était, alors, le propriétaire,.

## Ses œuvres
- Discours prononcé devant les administrateurs du département des Ardennes, les 3, 4, 6 décembre 1790, in-8, 17 p.
- Rapport général au peuple assemblé, à ses représentans et aux juges et jurés par lui nommés, sur la conspiration qui a existé contre sa souveraineté, sa sûreté et sa liberté[note 1], Sedan : Bauduin & Bouillon : Brasseur, 1795, in-4, 493 p.
- Lettre du P. Marcandier, sans-culotte déterminé, à M. Weissenbruck,  Bouillon, 1795, in-4.